# Чентро А (Гросето)
Чентро А је насеље у Италији у округу Гросето, региону Тоскана.
Према процени из 2011. у насељу је живело 17 становника. Насеље се налази на надморској висини од 11 м.